# Pavel Sandorf Bigband
Die Pavel Sandorf Bigband aus Mittelfranken besteht seit 1987 unter der Leitung von Pavel Sandorf. Musikalisch bewegt sich die Big Band im weiten Feld von klassischem und modernem Swing.

## Geschichte
Pavel Sandorf studierte am Nürnberger Konservatorium Klarinette und Saxophon. 1987 rief er die Pavel Sandorf Bigband ins Leben. Neben der Leitung der Band schreibt er für nahezu alle Projekte auch die Arrangements.
Für ein Frank-Sinatra-Special begleitete die Big Band im Frühjahr 1995 den Entertainer und Sänger Volker Heißmann in der Kleinen Komödie Nürnberg. Daraus entstand eine langjährige Zusammenarbeit mit unterschiedlichen Projekten. Unter anderem fungierte die Band als Begleitorchester von Volker Heißmann und Martin Rassau auf ihren Touren durch Deutschland, Österreich und der Schweiz und als Showband bei der Sendung des Bayerischen Rundfunks „Das ist Heiss! Mann“. In diesem Kontext begleitete die Bigband verschiedene Künstler wie Gitte Hænning, Hugo Strasser, Roberto Blanco, Marlène Charell, Adoro, Marc Marshall, Stefanie Hertel und Stefan Mross, Isabel Varell, Viva Voce und vielen anderen. Aus der Zusammenarbeit mit Volker Heißmann entstanden Projekte mit den Nürnberger Symphonikern sowie Konzerte im Stadttheater Fürth und in der Comödie Fürth.
Seit 2005 umrahmt die Bigband die Kultsendung „Fastnacht in Franken“ als ständiges Begleitorchester.
Mit dem Musicalsänger Uli Scherbel gestaltet sich seit 2016 eine andauernde Zusammenarbeit in Form von Konzerten und Musicalgalas.